# 織田一朗
織田 一朗（おだ いちろう、1947年9月27日 - ）は、時計・時間研究家。
山口大学の客員教授である。

## 経歴
石川県金沢市生まれ。1971年慶應義塾大学法学部法律学科卒業、服部時計店（現セイコー）に入社。東京、名古屋市の営業所で時計営業に従事。1983年広報室勤務。
販売企画、宣伝を担当しているうちに『時』の世界の不思議さと面白さに開眼しPR誌「時への旅立ち」を創刊。秘書室、総務部勤務を経て1997年に独立、時の研究を続ける。
山口大学時間研究所客員教授である。

## 著書
- 『クオーツが変えた"時"の世界』日本工業新聞社 ポピュラーサイエンスブックス 1988
- 『時計の針はなぜ右回りなのか 時計と時間の謎解き読本』草思社 1994　のち文庫
- 『日本人はいつから<せっかち>になったか』PHP新書 1997
- 『時計にはなぜ誤差が出てくるのか』中央書院 1998
- 『歴史の陰に時計あり!! 時計で世界の出来事をウオッチング』タスクフォース1編 グリーンアロー出版社 1998
- 『時と時計の百科事典 時間と時計に関する疑問を解く』タスクフォース1編 グリーンアロー出版社 1999
- 『時計と人間 そのウォンツと技術』裳華房 ポピュラー・サイエンス 1999
- 『知ってトクする時と時計の最新常識100』ホーム社 2000
- 『「時」の国際バトル』文春新書 2002
- 『あなたの人生の残り時間は? 時計と時間のウンチク話』草思社 2004
- 『時と時計の雑学事典』ワールドフォトプレス ワールド・ムック 2008
- 『「世界最速の男」をとらえろ! 進化する「スポーツ計時」の驚くべき世界』草思社 2013

### 監修
- 『時計の大研究 日時計からハイテク時計まで 時計のすべてがわかる!』監修 PHP研究所 2004